# Култура левкастих пехара
Култура левкастих пехара или TRB (из  ) је археолошка култура неолита и енеолита, племена народа који су између IV. и III. миленијума пре нове ере живела на територији Северне и Средње Европе, на подручју данашње Данске, Пољске, Украјине и (у касној фази) Белорусије. У јужној Скандинавији ово је прва земљорадничка култура раног северног неолита.
Име је добила по керамичким зделама коничног облика са левкастим вратом и ободом.

## Опис и порекло
Становништво се бавило пољопривредом (обрађивањем земљишта, уз помоћ упрегнуте стоке), сточарством (узгој говеда, свиња итд.) и ловом.
Насеља су се налазила на високим обалама река и језера, нека су била заштићена рововима и бедемима. Становали су у малим правоугаоним кућама укопаним на стубне конструкције. Археолози су пронашли и поједине велике куће дуге и до 80 m, са неколико просторија дужине до 3 m. Унутар објеката за становање налазиле су се пећи и економске јаме обмазане глином, са зидовима пречника 1,2 m. Погребни обред је био полагање у једноставне гробнице, али постоје поједини мегалитски гробови величине до 130×15×3 m, са неколико гробова под сваким.
Њихов утицај на локалне неолитске културе може се пратити до ушћа Припјата у Белорусији, где је познато око 50 насеља која су археолошки истраживана.
Према неким истраживачима, племена ове културе имају везе са етногенезом древних Германа.
На северу је овој култури претходила мезолитска Ertebølle-Ellerbek култура (5100–4100 п. н. е.), а у осталом делу распрострањења Култура линеарнотракасте керамике, из чијих ловачко-скупљачких друштава се развијала TRB култура.

## Материјална култура
Од костију и роговља становништво је производило секире, мотике, врхове копља, бодеже, харпуне, а од кремена израђивани су ножеви, шиле, српови, троугласти врхови стрела и бушене секире. Повремено се налазе и бакарни алати, који су углавном импортовани.
Типично посуђе представљају глинене биконичне зделе са високим конусним грлом и ушицама, мали лонци истакнутог обода, амфоре са уским грлом и цедила. Споља су посуде украшаване једноставним геометријским облицима, цик-цак линијама, косим урезима, притисцима прста, назубљеног предмета или шнур траке.
Од глине су такође прављене просолке, тегови, ритуалне секире.